# Замок Балморал
Замок Балмо́рал (англ. Balmoral Castle) — замок в Шотландии, который расположен на берегу реки Ди, в области Абердиншир, частная резиденция британских монархов в Шотландии.
Замок был летней резиденцией королевы Виктории, где она вместе с семьёй проводила конец лета. Построен в 1852 году архитектором Уильямом Смитом по поручению принца Альберта, купившего поместье, в старошотландском готическом стиле, из гранита.
В этом замке в 1896 году Николай II посетил королеву Викторию. 8 сентября 2022 года в замке скончалась британская королева Елизавета II.

## История

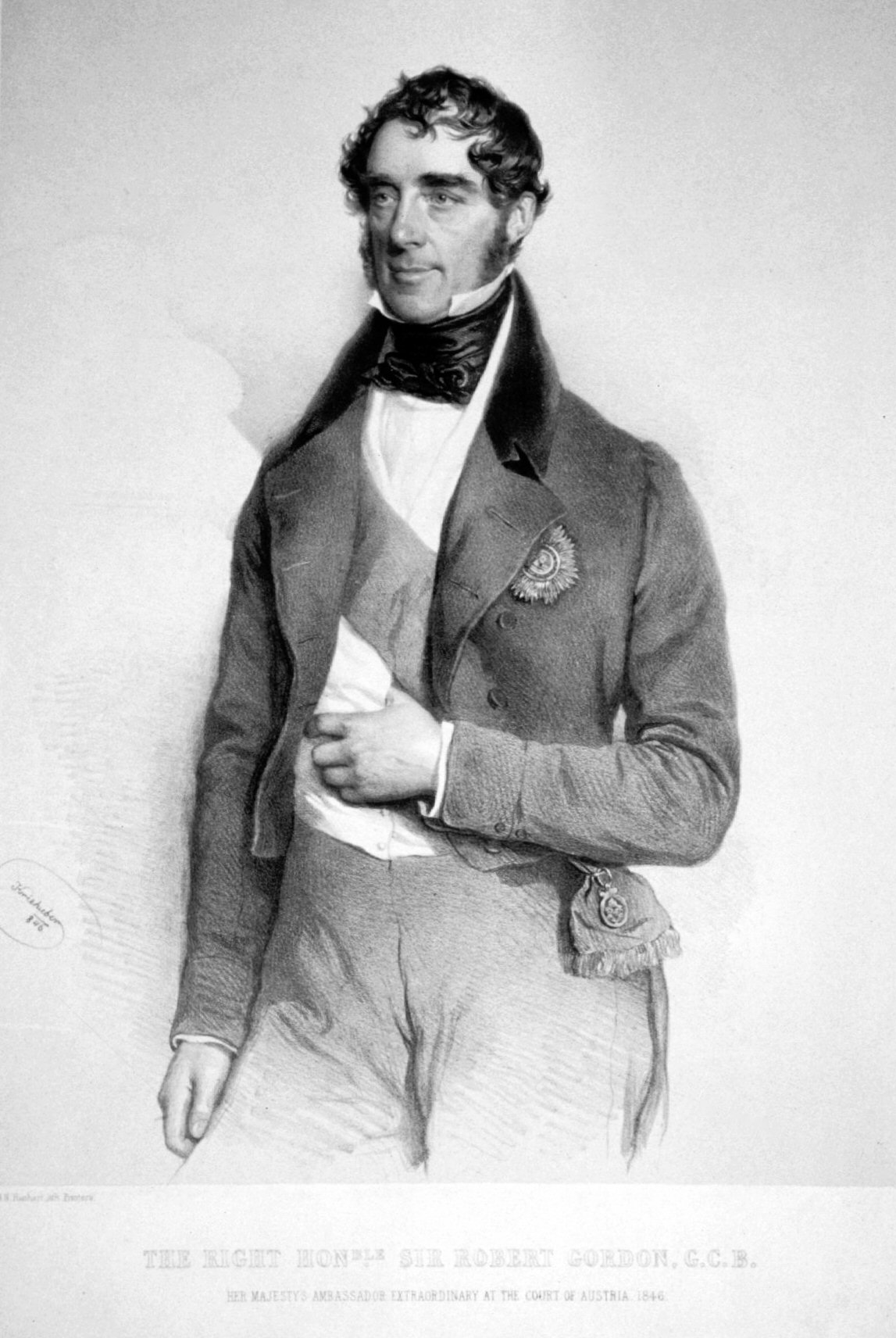
Роберт Гордон, внес значительные изменения в первоначальный замок после 1830 г. — литография Джозефа Криехубера, 1846 г.

На месте, где в дальнейшем был построен замок, располагался охотничий домик короля Шотландии Роберта II (1316—1390). Согласно историческим записям, дом в Балморале был построен сэром Уильямом Драммондом в 1390 году. Поместье было зарегистрировано в 1451 году как «Bouchmorale», а позже было арендовано Александром Гордоном, вторым сыном 1-го графа Хантли. Он внес изменения в архитектуру поместья, добавив башню.
В 1662 году поместье перешло к Чарльзу Фаркуарсону из Инвери, брату Джона Фаркуарсона, «Черному полковнику». Фаркуарсоны поддерживали якобитов, а Джеймс Фаркуарсон из Балморала участвовал в восстаниях 1715 и 1745 годов. Он был ранен в битве при Фалькирке в 1746 году. Поместье Фаркуарсонов было утрачено и передано Фаркуарсонам из Аучендрина.

### Собственность королевской семьи
Королева Виктория и принц Альберт впервые посетили Шотландию в 1842 году, спустя 5 лет после её вступления на престол и через 2 года после их свадьбы. Во время этого визита они остановились в Эдинбурге и в замке Теймут в Пертшире, где проживал маркиз Бредалбейн. В 1844 году они остановились в замке Блэр, а в 1847 году они арендовали Ардверики у Лох-Лагган. Во время последней поездки они столкнулись с очень дождливой погодой, что заставило сэра Джеймса Кларка, доктора королевы, рекомендовать ей для более здорового климата берег реки Ди.
Сэр Роберт Гордон умер в 1847 году, и его аренда на замок Балморал вернулась лорду Абердину. В феврале 1848 года принц Альберт арендовал замок с мебелью и персоналом. Королевская чета прибыла с первым визитом в замок 8 сентября 1848 года. Виктория нашла дом «маленьким, но красивым» и записала в своем дневнике, что: «Всё дышит свободой и миром и заставляет забыть о мире и его печальных беспорядках». Окружающий холмистый ландшафт напоминал им Тюрингию, родину Альберта в Германии.
Вскоре дом был признан слишком маленьким и в 1848 году Джону и Уильяму Смиту была поставлена задача спроектировать новые коттеджи и вспомогательные здания. При содействии ландшафтного дизайнера Джеймса Битти и художника Джеймса Джайлза проводились работы по благоустройству лесов, садов и усадебных зданий.
В июне 1852 года принц Альберт купил замок Балморал у попечителей умершего графа Файфа за 32 000 фунтов стерлингов и осенью 1852 года официально вступил во владение им. Одновременно было куплено соседнее поместье Биркхолл, а также взят в аренду замок Абергельди. Чтобы отметить это событие, на холмах, возвышающихся над замком, была воздвигнута купольная пирамида из камней, первая из многих.

### Строительство замка
Растущая семья Виктории и Альберта, потребность в дополнительном персонале и помещениях, необходимых для посещения друзей и официальных посетителей, привели к необходимости расширения замка. В начале 1852 года реконструкцию заказали Уильяму Смиту. Уильям Смит, сын Джона Смита (спроектировал в 1830 году изменения первоначального замка), был городским архитектором Абердина с 1852 года. Проекты Уильяма Смита были просмотрены и исправлены принцем Альбертом, который очень заинтересовался такими деталями, как башни и окна.

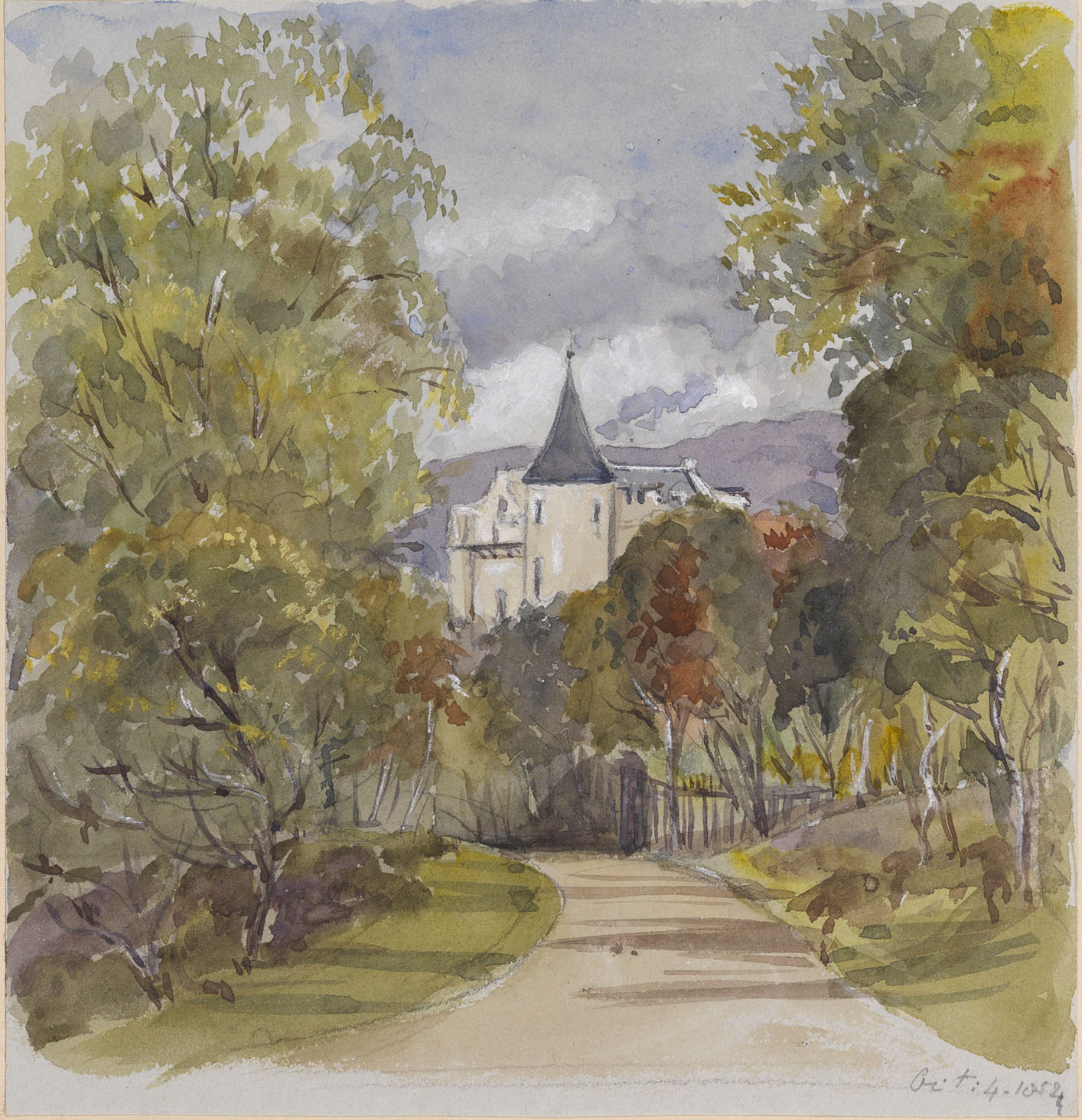
Замок Балморал, написанный королевой Викторией в 1854 году во время его строительства

Строительство началось летом 1853 года на участке в 100 ярдах (91 м) к северо-западу от первоначального здания. Одной из причин этого стало то, что, хотя строительство и продолжалось, семья всё ещё жила в старом доме. Королева Виктория заложила первый камень в фундамент 28 сентября 1853 года во время своего ежегодного осеннего визита. К осени 1855 года королевские покои были готовы к заселению, но так как башня всё ещё строилась, то слугам пришлось поселиться в старом доме. Вскоре после их прибытия в усадьбу пришли новости о падении Севастополя, окончании Крымской войны, что привело к бурным празднованиям в королевской семье и среди местных жителей. Посещая имение вскоре после этого события, прусский принц Фридрих попросил руку принцессы Виктории.

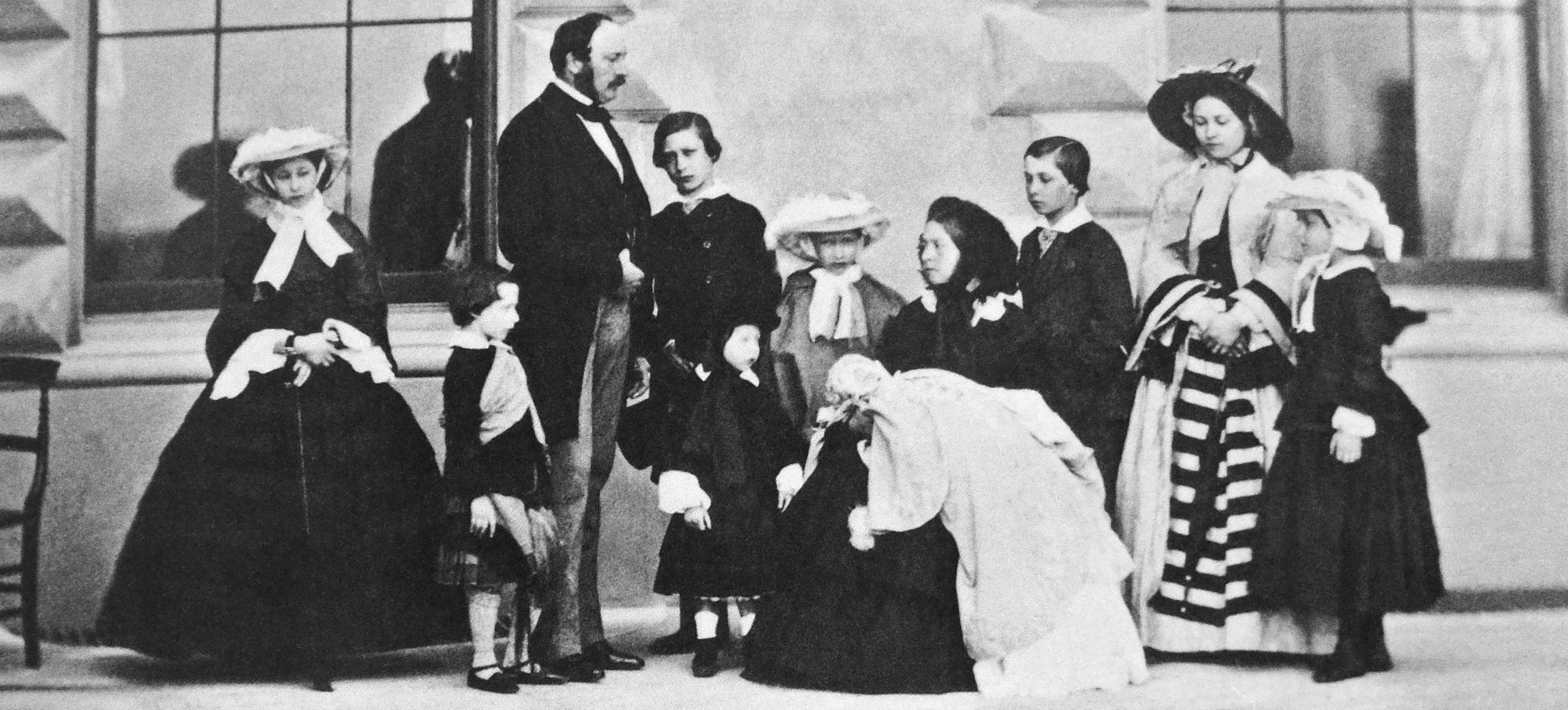
Слева направо: Алиса, Артур, принц Альберт, Эдвард, Леопольд, Луиза, королева Виктория, держащая Беатрис, Альфред, Виктория и Елена (1857 год)

Новый дом был завершен в 1856 году, а старый замок впоследствии был снесен. К осени 1857 года был построен новый мост через реку Ди, спроектированный Кингдомом Исамбардом Брунелем, который соединил Крати и Балморал.

### Виктория и Альберт в Балморале

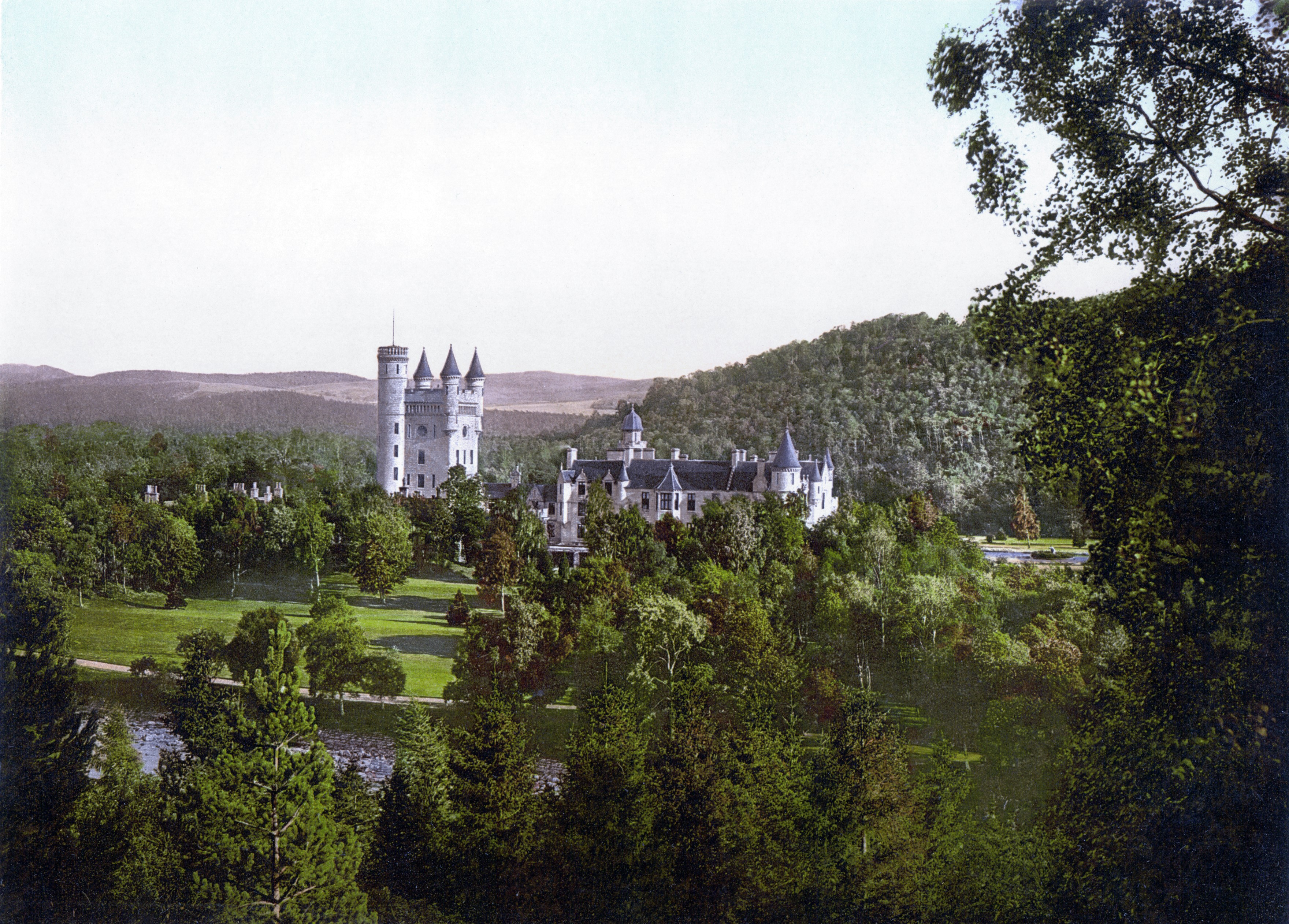
Замок Балморал 1890—1900

На протяжении многих лет в замке Балморал работали многочисленные художники, в том числе Эдвин и Чарльз Ландсир, Карл Хааг, Уильям Уилд и Уильям Генри Фиск. В 1850-х годах возле дома были посажены экзотические хвойные деревья. Принц Альберт принимал активное участие в этих улучшениях, наблюдая за проектированием партеров, ответвлением главной дороги к северу от реки через новый мост и планированием хозяйственных построек. Одной из построек являлся молочный завод, который принц Альберт разработал в 1861 году, в год своей смерти. Но закончить он его не успел и завод достраивала уже королева Виктория. Позднее она построила несколько памятников своему мужу, которые расположены на территории замка. К ним относятся памятники в форме пирамид, построенные через год после смерти Альберта на вершине Крейга Люрачейна. Большая статуя Альберта с собакой и пистолетом Уильяма Тида была открыта 15 октября 1867 года, в двадцать восьмую годовщину их помолвки.

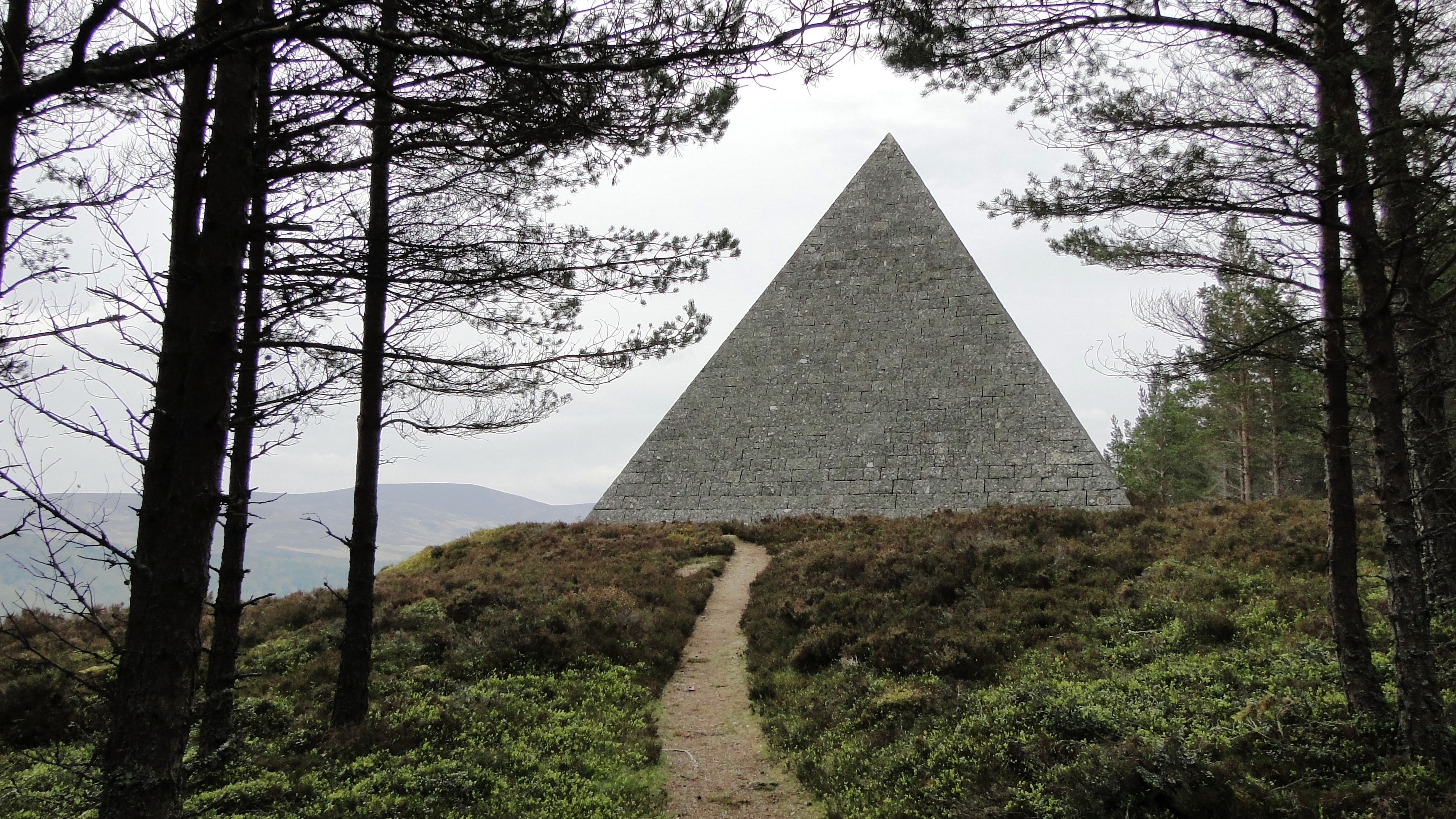
Каменная пирамида, возведённая в память о принце Альберте, парк поместья Балморал

В 1887 году в замке Балморал родилась Виктория Евгения, внучка королевы Виктории. Она была дочерью принцессы Беатрис, пятой дочери Виктории и Альберта, которой суждено было стать королевой Испании.
В сентябре 1896 года Виктория принимала императора Николая II и императрицу Александру в Балморале.

### После смерти королевы Виктории

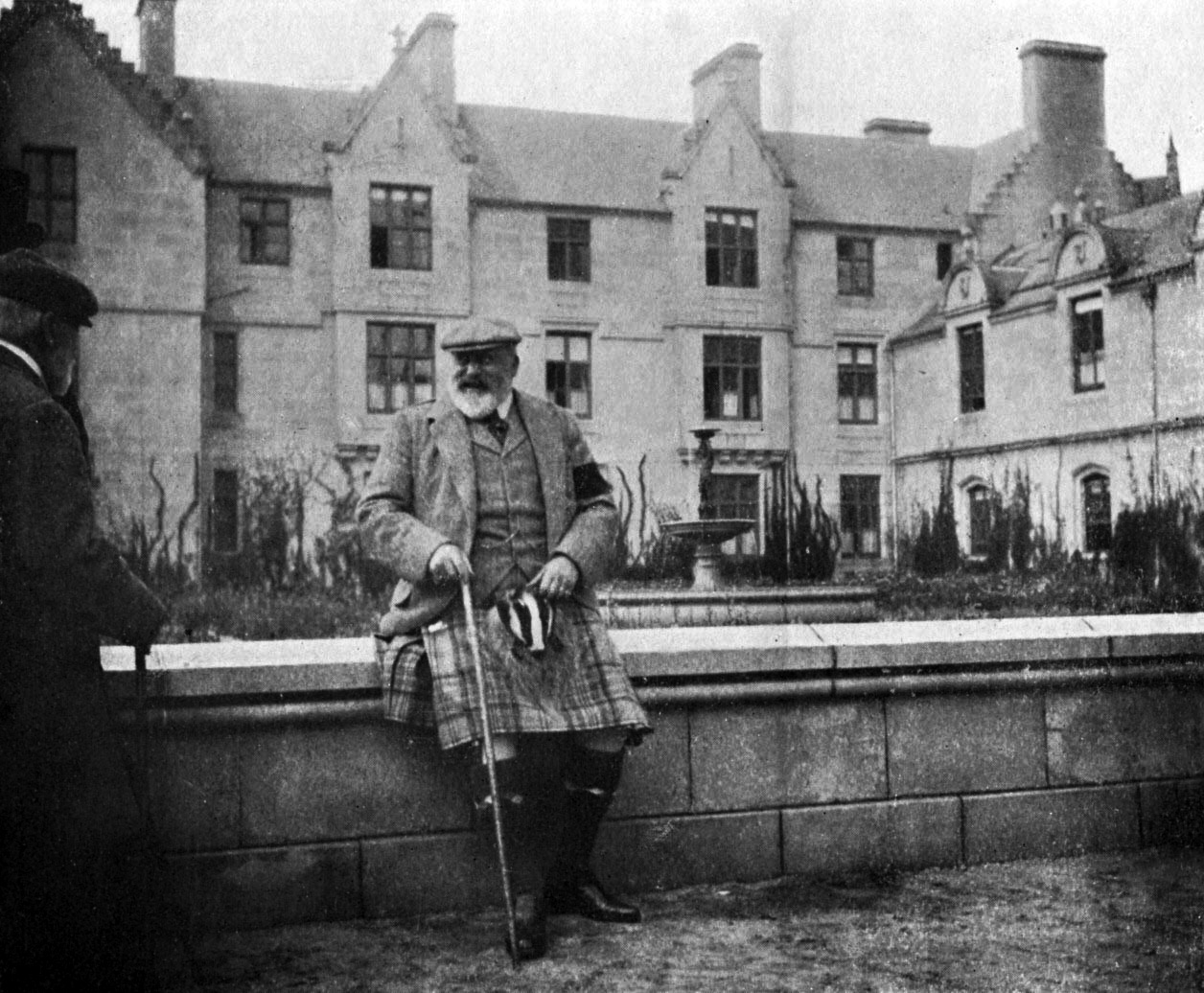
Эдуард VII отдыхает в замке Балморал — фотография его жены Александры, ок. 1907—1908

После смерти Виктории королевская семья продолжала использовать замок Балморал во время ежегодных осенних выездов. Во время Второй мировой войны королевские визиты в Балморал прекратились. Кроме того, из-за вражды с Германией Данциг Шил, домик, построенный Викторией в Баллохбуйе, был переименован в Гарб Алл Шил, а «Фонтан короля Пруссии» был убран совсем.

### Смерть королевы Елизаветы II
8 сентября 2022 года на территории замка в возрасте 96 лет мирно в присутствии родственников скончалась королева Великобритании Елизавета II.

## Архитектура замка
Хотя Балморал называется замком, его главная функция — загородный дом. Это «типичный и довольно обычный» загородный дом викторианского периода. Башня и турели являются характерными чертами стиля шотландских баронов. Семиэтажная башня — архитектурная особенность, позаимствованная у средневековых оборонительных башен. Другие особенности стиля шотландских баронов, которые присутствуют в замке Балморал — это двускатные фронтоны, мансардные окна и въездная арка.

## Собственность
Замок Балморал является частной собственностью и в отличие от официальных резиденций монарха не является собственностью короны. Замок был куплен лично принцем Альбертом, а не королевой, что означает, что доходы от имущества не поступают в парламент или в государственную казну, как в случае с собственностью, прямо принадлежащей монарху в соответствии с «Законом о гражданской регистрации 1760». Наряду с Сандрингемским дворцом в Норфолке, владение Балморалом было унаследовано Эдуардом VIII, правившим в 1936 году. Однако, когда он отрёкся от престола в том же году, он сохранил право собственности на них. Было разработано финансовое соглашение, согласно которому Балморал и Сандрингемский дворец были куплены братом Эдварда и преемником Короны, Георгом VI. В настоящее время поместье всё ещё принадлежит монарху, но управляется попечителями.